# メイヴェン・ハフマン
メイヴェン・ハフマン（Maven Klint Huffman、1976年11月26日 - ）は、アメリカの男子プロレスラーである。プロレスラーとしてのキャリアにおいて、リングネームメイヴェンとして知られる。バージニア州出身。

## 来歴
プロレスラーになる前は、高校の教師であった。プロレス業界に入るきっかけは、2001年に行われた第一回のタフイナフに応募したことによる。第一回タフイナフにおいて、クリストファー・ノインスキーらに競り勝って優勝。WWF（現WWE）と契約を結んだ。
タフイナフ優勝者ということもあってWWEのプッシュもあり、2002年のロイヤルランブルでは団体トップの一人であるジ・アンダーテイカーをドロップキックでリング外に落とす大番狂わせを演じ、それをきっかけに両者の抗争がスタート。さらに、テイカーとのハードコア王座を賭けた戦いではザ・ロックのアシストによってテイカーから王座を奪っている。
2002年にWWEのTV番組がロウとスマックダウンに分割された際は、ロウ側に所属する。ベビーフェイスとして売り出されていたが、人気がなかなかブレイクせず、中途半端なポジションに留まり続ける。
2004年にはサバイバー・シリーズにてエボリューションと対決して勝利。勝利特典である一日限りのRawGMに就任し、トリプルHが当時保持していた世界ヘビー級王座に挑んだ事もある。同年末からはユージンとの抗争でヒールターン。2005年のニュー・イヤーズ・レボリューションにてシェルトン・ベンジャミンとIC王座を賭けて抗争する。だが観客を煽るエゴイストヒールのキャラクターもなかなかブレイクせず、引き続きポジションに苦しむことになる。同年サイモン・ディーンのサイモンシステム愛好者のギミックとしてタッグを組む。2005年の6月30日にスマックダウンに移籍するも翌月の7月5日に解雇される。
WWE解雇後、2006年3月にTNAなどの米国内の数々インディー団体に参戦したが、2007年10月に引退。その後、アメリカのTV番組シリーズThe Surreal Lifeの第6シーズンに登場することが決まり、それをきっかけにテレビ出演が増え、テレビショッピングの司会も務めたことがある。
その後、2015年にレスラーとして復帰。以降もインディー団体にて散発的に試合を行っている。
現在はウォール街にて金融関係の仕事を行っているほか、YouTubeにてレスラー時代の裏話を語るチャンネルを開設している。

## エピソード
太くて凛々しい眉毛が特徴で、よく他のスーパースターからいじられていた。

## 得意技
- M-Pact

DDTの一種
- ドロップキック

オーソドックスなメイヴェンの得意技。一試合だけでも頻繁に使用する。
- コーナーからのブルドッグ

## 獲得タイトル
- WWEハードコア王座 : 3回

## 入場曲
- Tattoo(Big Mother Thruster)